# كيترينج (دائرة انتخابية في المملكة المتحدة)
كيترينج  (بالإنجليزية: Kettering)‏ هي إحدى الدوائر الانتخابية في المملكة المتحدة الممثلة في مجلس العموم في برلمان المملكة المتحدة.
عضو البرلمان الذي يمثلها حالياً هو :Mr Philip Hollobone (Con).